# Cour d'assises du Haut-Rhin
Pour les articles homonymes, voir Cour d'assises.
La cour d'assises de Colmar est un monument historique situé à Colmar, dans le département français du Haut-Rhin.
Ce bâtiment de style néo-classique, construit en 1840, accueille encore aujourd'hui des sessions de cour d'assises.

## Localisation
L'édifice est situé rue Berthe-Molly à Colmar.

## Historique
C'est un des rares bâtiments néoclassiques de la ville. Il a été élevé sous la Monarchie de Juillet.
L'édifice a été construit sur la cave des Chevaliers de Saint-Jean, citée dès 1381 et démolie pour l’occasion.
L'escalier, les façades, les toitures, le vestibule et le plafond font l'objet d'une inscription au titre des monuments historiques depuis le 15 octobre 1992. L'arrêté d'inscription du 22 juillet 2024 abroge l'arrêté précédent.

## Architecture
L'imposant escalier participe à une véritable mise en scène propre à maints bâtiments judiciaires du XIXe siècle.
Le vestibule présente des colonnes à chapiteaux et le plafond est richement orné.

## Galerie

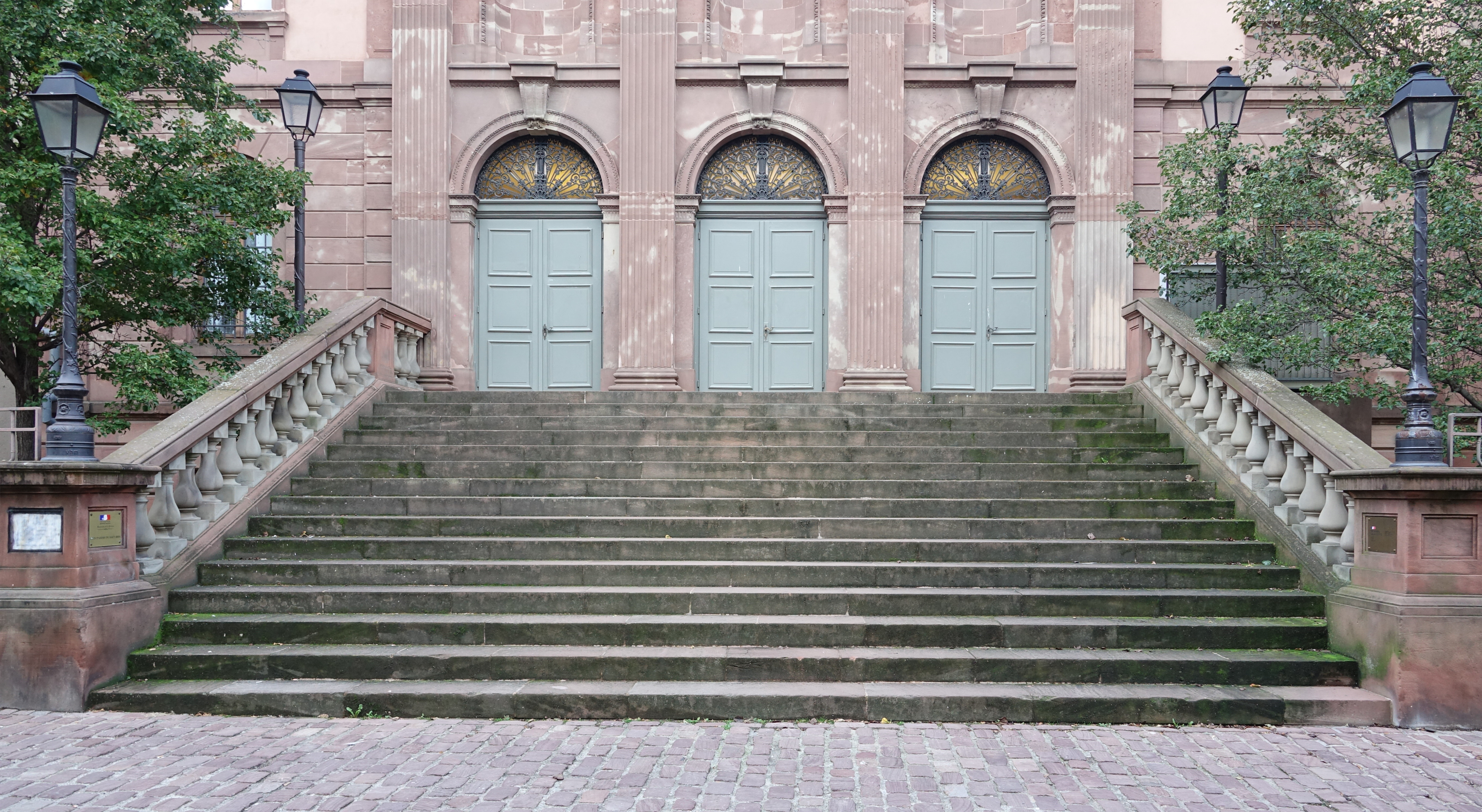
L'escalier extérieur.
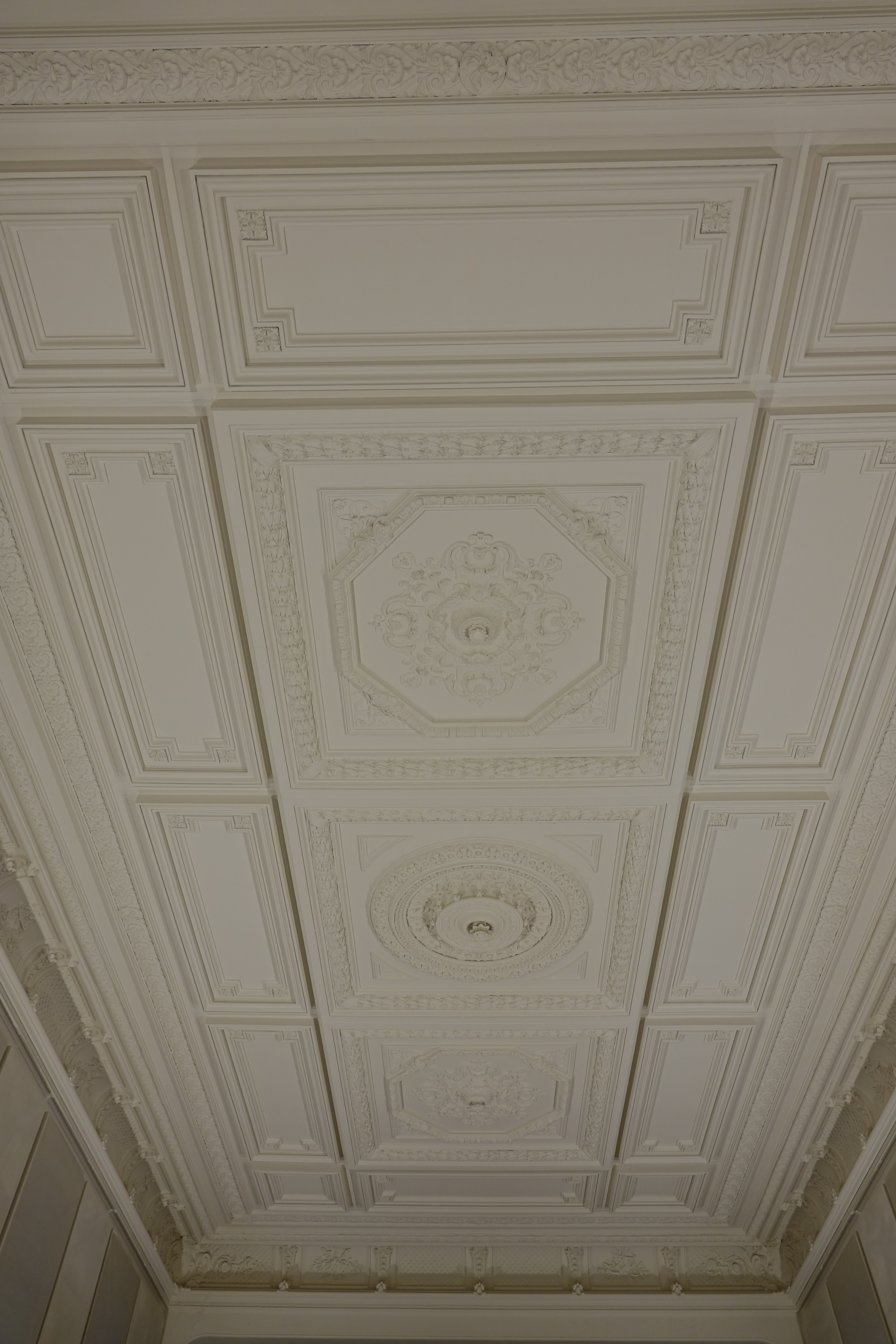
La plafond sculpté.